# Операция «Белый город»
Операция «Белый город» (ивр. העיר הלבנה‎) — военная операция Армии обороны Израиля против хуситов в Йемене.

## Предыстория
С 7 октября 2023 года хуситы выпустили по Израилю более 200 ракет и 170 беспилотников; подавляющее большинство из них были перехвачены; для перехвата была задействована система «Хец».
19 декабря, за 40 минут до начала операции, в Рамат-Гане рухнуло здание школы, в которое попали осколки ракеты, запущенной хуситами из Йемена.

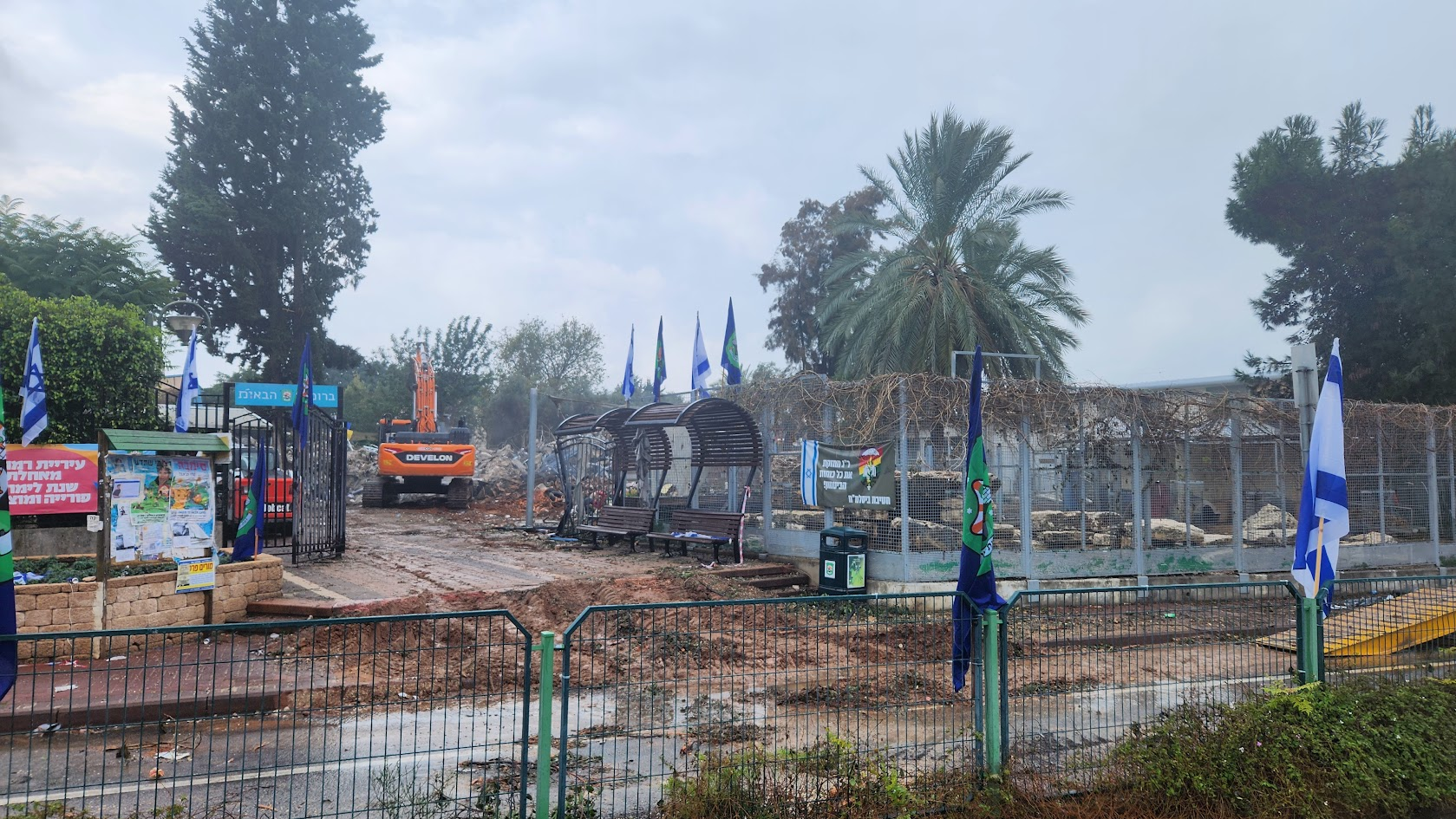
Снос здания школы в Рамат-Гане на следующий день после его разрушения

## Ход операции
Ночью 19 декабря 2024 года началась атака ЦАХАЛа в Йемене, менее чем через 40 минут после падения фрагментов ракеты на Рамат-Ган.
Цель операции — поражение стратегических объектов, контролируемых хуситами в Йемене. В операции были задействованы 14 самолётов.
В ходе операции были атакованы восемь судов хуситов в портах Йемена, которые могли использоваться для доставки оружия и компонентов оружия, и четыре цели в порту Ходейда, а также цели в нефтяном комплексе в районе Рас-Исса, две электростанции.

## Пострадавшие
В Сане отключено электричество.
Девять человек погибли.